# قناة زاد الفضائية
قناة زاد العلمية قناة فضائية تلفزيونية، علمية تعليمية تفاعلية احترافية تبث باللغة العربية، بدأت بثها مطلع يوليو 2015، تقدّم القناة برامج تعليمية تفاعلية شرعية احترافية تهدف لتقريب ونشر العلم الشرعي، تعتبر القناة النافذة الفضائية لـ «برنامج أكاديمية زاد العلمية» وهو برنامج تلفزيوني له منصة إلكترونية تختص بطلب العلم الشرعي عبر الإنترنت بإشراف مجموعة من العلماء والمشايخ أهل الاختصاص والمدرسين في عدد من الجامعات، كما وتستضيف القناة عددًا من البارزين في مجال العلوم الشرعية ضمن برامج حوارية تفاعلية ومتنوعة.

## أهداف القناة
تسعى القناة للوصول لأكبر شريحة ممكنة وتقديم العلم الشرعي بسهولة ويُسر، من أبرز أهدافها:
- ترغيب المشاهد في تعلّم العلم الشرعي المؤصّل وتعلّم آدابه، وتقريبه بيسر وسهولة.
- تأسيس طلبة علم مبتدئين ومثقفين شرعيين عن طريق التعليم عن بعد، ومن خلال توفير منهج علمي يُقدِّم للطالب أساسيات العلم مع استخدام أحدث الوسائل والأدوات الفنية والتقنية في إيصال العلم الشرعي بطريقة إبداعية تُناسب الفئات المستهدفة.
- مواكبة المشاهدين فيما يحتاجونه منَ الناحية الشرعية؛ لكثرة النوازل الفقهية والتربوية والأسرية.

## برامج القناة
من أبرز برامج القناة:
- زاد التلاوة، الميسر في التلاوة: هو برنامج يهدف لتعليم أحكام التلاوة وتجويد القرآن الكريم.
- الخزانة: برنامج حواري يهدف للتعريف بالمؤلفات والمصنفات النافعة وذات الجودة في مجال العلم الشرعي، يستضيف البرنامج بشكل دائم الشيخ د. عبد الله البطاطي.
- ليتفقهوا: شروح واختبارات علمية.
- نوافذ: برنامج منوّع بتناول عدّة مجالات.
- زاد الأسرة: برنامج حواري يستضيف أبرز المختصين في المجال التربوي والشرعي والأسري.
- عيادة زاد: برنامج حواري يستضيف نخبة من الأطباء المتخصصين مع الإجابة على أسئلة واستفسارات المشاهدين.
- منهجية طلب العلم: برنامج حواري حول منهجية طلب العلم الشرعي، والقيم التي على طلبة العلم التحلي بها.

## وصلات خارجية
- موقع القناة الرسمي